# Superpuchar Turcji w piłce siatkowej kobiet (2024)
Superpuchar Turcji w piłce siatkowej kobiet 2024 – piętnasta edycja rozgrywek o Superpuchar Turcji. O Superpuchar Turcji zagrał zwycięzca Pucharu Turcji 2024 - Fenerbahçe Medicana Stambuł oraz finalista Eczacıbaşı Dynavit Stambuł. Mecz odbył się 16 października 2024 roku w Stambule w hali TVF Burhan Felek Voleybol Salonu.

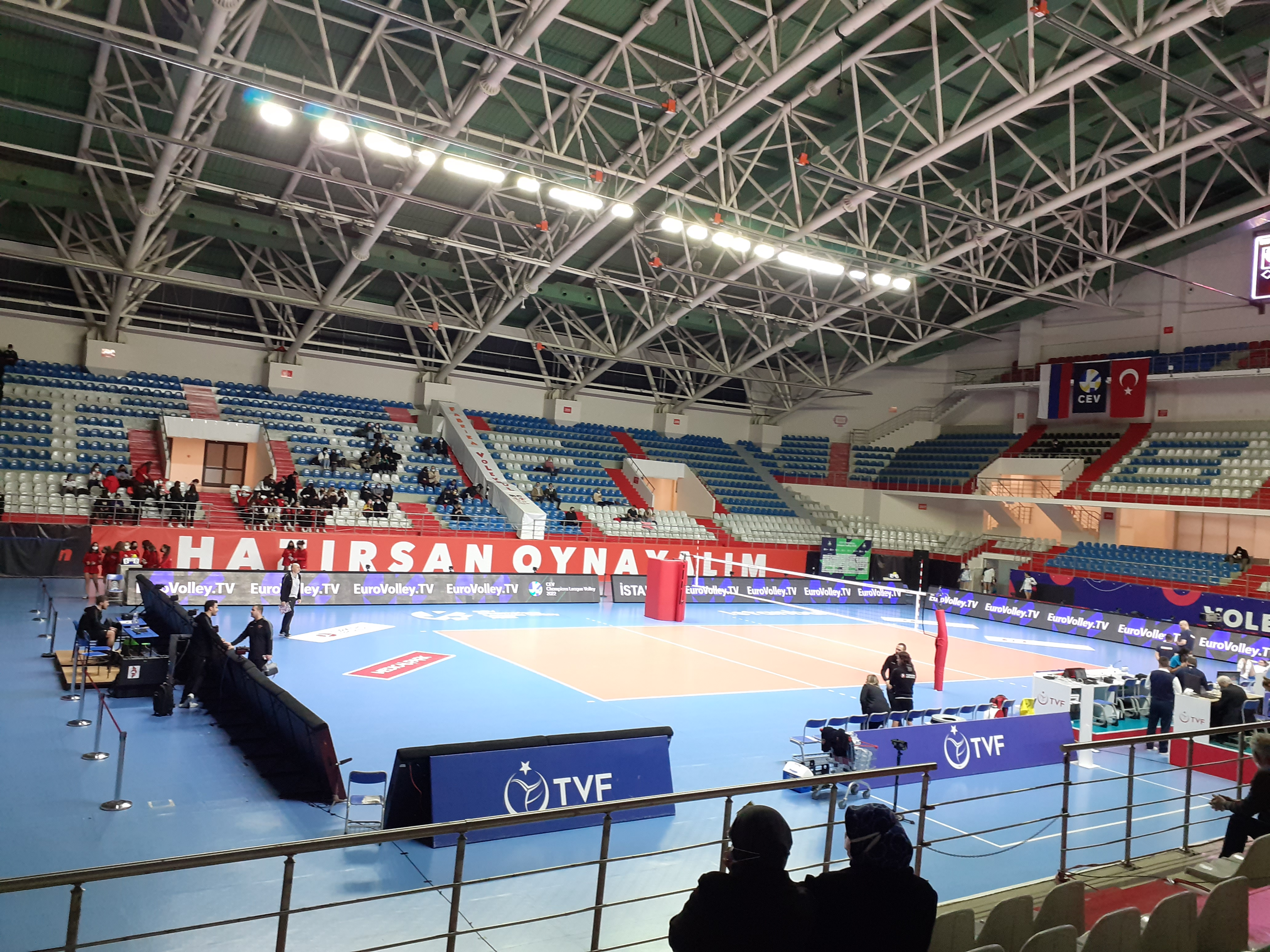
TVF Burhan Felek Voleybol Salonu - mecz rozgrywania Superpucharu Turcji 2024

## Mecz
| Data       | Godzina     | Drużyna 1                   | Wynik                            | Drużyna 2                  | Raport |
| 16.10.2024 | 19:00 18:00 | Fenerbahçe Medicana Stambuł | 3:1 (25:23, 22:25, 25:17, 25:18) | Eczacıbaşı Dynavit Stambuł | raport |

| Fenerbahçe Medicana Stambuł | Fenerbahçe Medicana Stambuł | Fenerbahçe Medicana Stambuł | Fenerbahçe Medicana Stambuł | Fenerbahçe Medicana Stambuł | Fenerbahçe Medicana Stambuł | Fenerbahçe Medicana Stambuł | Fenerbahçe Medicana Stambuł | Fenerbahçe Medicana Stambuł |
| Nr                          | Zawodniczka                 | Punkty                      | Asy serwisowe               | Przyjęcie pozytywne (%)     | Przyjęcie perfekcyjne (%)   | Skuteczne ataki             | Punktowe bloki              |                             |
| --------------------------- | --------------------------- | --------------------------- | --------------------------- | --------------------------- | --------------------------- | --------------------------- | --------------------------- | --------------------------- |
| 1                           | Hatice Gizem Örge           | -                           | -                           | 24%                         | 14%                         | -                           | -                           |                             |
| 3                           | Magdalena Stysiak           | -                           | -                           | -                           | -                           | -                           | -                           |                             |
| 5                           | Özlem Güven                 | Nie grała                   | Nie grała                   | Nie grała                   | Nie grała                   | Nie grała                   | Nie grała                   |                             |
| 8                           | Aslı Kalaç                  | 4                           | -                           | -                           | -                           | 3                           | 1                           |                             |
| 9                           | Meliha Diken                | 2                           | -                           | 56%                         | 22%                         | 2                           | -                           |                             |
| 11                          | Christina Wuczkowa          | Nie grała                   | Nie grała                   | Nie grała                   | Nie grała                   | Nie grała                   | Nie grała                   |                             |
| 12                          | Ana Cristina Souza          | 21                          | 2                           | 34%                         | 25%                         | 18                          | 1                           |                             |
| 14                          | Eda Erdem Dündar            | 8                           | -                           | -                           | -                           | 7                           | 1                           |                             |
| 15                          | Arelya Karasoy              | -                           | -                           | -                           | -                           | -                           | -                           |                             |
| 16                          | Elica Atanasijević          | 6                           | 3                           | 64%                         | 27%                         | 3                           | -                           |                             |
| 17                          | Bojana Drča                 | 3                           | -                           | -                           | -                           | 2                           | 1                           |                             |
| 18                          | Dicle Nur Babat             | Nie grała                   | Nie grała                   | Nie grała                   | Nie grała                   | Nie grała                   | Nie grała                   |                             |
| 41                          | Liza Safronova              | Nie grała                   | Nie grała                   | Nie grała                   | Nie grała                   | Nie grała                   | Nie grała                   |                             |
| 44                          | Melissa Vargas              | 27                          | 3                           | -                           | -                           | 21                          | 3                           |                             |

| Fenerbahçe Medicana Stambuł | Statystyki        | Eczacıbaşı Dynavit Stambuł |
| 97                          | Małe punkty       | 83                         |
| 56                          | Atak              | 45                         |
| 8                           | Serwis            | 5                          |
| 7                           | Blok              | 10                         |
| 26                          | Błędy przeciwnika | 32                         |

| Eczacıbaşı Dynavit Stambuł | Eczacıbaşı Dynavit Stambuł | Eczacıbaşı Dynavit Stambuł | Eczacıbaşı Dynavit Stambuł | Eczacıbaşı Dynavit Stambuł | Eczacıbaşı Dynavit Stambuł | Eczacıbaşı Dynavit Stambuł | Eczacıbaşı Dynavit Stambuł | Eczacıbaşı Dynavit Stambuł |
| Nr                         | Zawodniczka                | Punkty                     | Asy serwisowe              | Przyjęcie pozytywne (%)    | Przyjęcie perfekcyjne (%)  | Skuteczne ataki            | Punktowe bloki             |                            |
| -------------------------- | -------------------------- | -------------------------- | -------------------------- | -------------------------- | -------------------------- | -------------------------- | -------------------------- | -------------------------- |
| 1                          | Tuna Aybüke Özel           | -                          | -                          | 100%                       | -                          | -                          | -                          |                            |
| 2                          | Simge Aköz                 | -                          | -                          | 60%                        | 33%                        | -                          | -                          |                            |
| 3                          | Tijana Bošković            | 28                         | 2                          | -                          | -                          | 24                         | 2                          |                            |
| 4                          | Beyza Arıcı                | -                          | -                          | -                          | -                          | -                          | -                          |                            |
| 7                          | Hande Baladın              | 8                          | -                          | 60%                        | 20%                        | 7                          | 1                          |                            |
| 8                          | Sinead Jack-Kısal          | 7                          | 1                          | -                          | -                          | 3                          | 3                          |                            |
| 9                          | Alexa Gray                 | 10                         | 1                          | 44%                        | 21%                        | 8                          | 1                          |                            |
| 10                         | Yaprak Erkek               | 1                          | -                          | 33%                        | -                          | -                          | 1                          |                            |
| 11                         | Naz Aydemir Akyol          | Nie grała                  | Nie grała                  | Nie grała                  | Nie grała                  | Nie grała                  | Nie grała                  |                            |
| 12                         | Elif Şahin                 | 3                          | 1                          | -                          | -                          | 2                          | -                          |                            |
| 14                         | Dana Rettke                | 2                          | -                          | -                          | -                          | -                          | 2                          |                            |
| 15                         | Jovana Stevanović          | 1                          | -                          | -                          | -                          | 1                          | -                          |                            |
| 16                         | Anna Nicoletti             | Nie grała                  | Nie grała                  | Nie grała                  | Nie grała                  | Nie grała                  | Nie grała                  |                            |
| 22                         | Kathryn Plummer            | Nie grała                  | Nie grała                  | Nie grała                  | Nie grała                  | Nie grała                  | Nie grała                  |                            |